# Tadeusz Szczygieł
Tadeusz Szczygieł (ur. 12 marca 1931 w Koszarach, zm. 9 czerwca 2022), syn Stanisława i Marii – generał brygady, dyrektor Departamentu Studiów i Analiz MSW 1989–1990, dyrektor Departamentu IV MSW w 1985, naczelnik wydziału III SB Komendy Wojewódzkiej Milicji Obywatelskiej w Gdańsku w 1972, naczelnik Wydziału „T” KWMO w Gdańsku w 1970, od 1957 w KWMO w Gdańsku, funkcjonariusz gdańskiego Wojewódzkiego Urzędu Bezpieczeństwa Publicznego 1953-1957. W 1970 odbył kurs doskonalenia kadr kierowniczych Służby Bezpieczeństwa MSW.
W październiku 1986 na mocy uchwały Rady Państwa PRL został awansowany do stopnia generała brygady MO. Nominację otrzymał w Belwederze 10 października 1986.
Obok Henryka Dankowskiego i Krzysztofa Majchrowskiego kierował akcją masowego niszczenia materiałów operacyjnych SB w okresie 1989-1990.

## Odznaczenia
- Krzyż Komandorski Orderu Odrodzenia Polski (1984)[5]